# 교육학
교육학(敎育學, 영어: pedagogy)은 교사가 지도하는 일에 대한 기술과 연구를 의미하며, 일반적으로 교수(敎授)의 전략이나 방법을 가리킨다. 넓은 의미에서 교육을 대상으로 하는 교육론(敎育論)을 포함하기도 한다.
또한 교육학은 교사가 학생과 상호 작용하는 방법과 교사가 설정하고자하는 사회적 및 지적 환경을 포함하기도 한다.

## 개요
교육학이 다루는 교육활동은 교육의 본질, 목적, 내용, 방법, 제도, 행정 등 교사와 학습자간에 일어나는 교수 학습 활동에서부터 교육의 사회적 기능에 이르기까지 광범위하다. 교육학의 연구 분야는 교육철학, 교육심리학과 같이 교육 자체의 원리와 본질을 규명하는 이론과 교육과정론, 비교교육학 등 교육제도의 구성을 다루는 이론, 교육사회학과 같이 교육의 사회적 기능을 탐구하는 이론 등으로 구분된다. 철학이나 심리학과 같은 인접 학문들의 연구 방법론을 도입하여 중간학문의 특성을 보인다.
..

## 어원
영어의 pedagogy(교육학)은 그리스어 παιδαγωγέω (paidagōgeō)로부터 비롯되었다. παίδ(어린이)와 άγω ágō(이끌다)가 결합된 말로서, 말그대로 '어린이를 이끌다'라는 뜻이다. 고대 그리스에서 παιδαγωγός는 주로 주인 아들의 교육을 관장하는 노예였다. 참고로, 여자아이는 교육을 받지 않았다. 그 노예는 주인 아들을 학교(διδασκαλείον 또는 γυμνάσιον)에 보내거나 준비물(예: 악기)을 챙겨주는 등 학생을 돌보는 일을 했다.

## 역사
- 고대 및 중세

고대 및 중세에는 교육 또는 어떤 지식, 예를 들면 라틴어 교수법과 같은 것을 나타내고 있었지만, 종교 개혁기에 코메니우스에 의해 처음으로 근대적인 교육학의 모형이 만들어졌다. 코메니우스의 '대교수학'은 최초의 교육학의 교과서로 인정되고 있다. '대교수학'에는, '세계 그림'이라는 세계 최초의 삽화 학습 백과사전이 첨부되어 있었다.
- 근대

근대의 교육학은, 18세기 이후의 루소나 페스탈로치 등이 전개한 교육론을 기점으로 하는 일이 있다. 아시아 지역에서는 서양의 교육학을 받아들임으로써 근대적인 교육학이 시작되었다.
요한 헤르바르트(1776년 5월 4일 ~ 1841년 8월 14일)의 교육 심리와 교육학은 개인의 발달과 사회의 이점사이에서의 상관관계를 강조했다. 다시 말해서, 헤르바르트는 인간은 생산적인 시민들로써 그들이 그들 스스로를 설립할 때 성취감을 느낀다는 것을 시사했다. 헤르바르트의 교육설은 헤르바르트의 이론적 관점에 의해 뒷받침되는 움직임을 나타낸다 [9]. 수업방법을 나타내면서, 헤르바르트는 중요한 성분으로써 5단계를 시사한다. 분명하게, 이 5단계들은 포함한다: 준비, 증여, 연합, 일반화, 그리고 적용[10]. 헤르바르트는 교육학은 추정을 가지는 것에 교육자와 신중한 최종 목표와의 특정한 능력 배경으로써 관련된다고 시사한다.

## 과학으로서의 교육학
교육학이 하나의 독립된 과학으로 성립한 것은 19세기 초 헤르바르트가 일반교육을 발표했을 때부터라는 것이 통설로 되어 있다. 그 이전에도 교육에 관한 의견·사상이 오랜 세기에 걸쳐서 문헌상에 나타나 있으며, 그 의견과 사상들이 교육의 개혁에 이바지해 온 것은 사실이지만, 하나의 독립된 과학으로서의 교육학은 아직 성립하지 못하였다. 헤르바르트 이후 오늘에 이르기까지 수많은 교육학자들이 나타나, 제각기 색다른 교육학을 세워 왔다. 그러므로 오늘에 있어서도 모든 사람이 다 같이 인정하는 하나의 교육학이 성립되어 있는 것은 아니다. 심지어는 보편타당성(普遍妥當性)을 요구하는 과학으로서의 교육학의 성립을 부정하는 주장, 즉 교육학의 독립성을 부정하는 주장이 아직도 그림자를 감추지 않고 있는 형편이다 교육은 나라에 따라 시대에 따라 저마다 독특한 성격을 띠고 있기 때문에 보편적인 과학으로서의 교육학이 있을 수 없다는 것이다. 또한 교육학은 윤리학·심리학·논리학·미학·생물학·사회학 등등 근대과학의 지식을 빌어서 구성하는 지식의 집합체에 불과하니, 기껏 그것은 다른 과학을 응용하는 응용과학일 뿐 그 자체로서 독립성을 띤 과학이 될 수 없다는 것이다.
그러나 그러한 모든 주장에도 불구하고 교육학은 엄연히 하나의 독립과학이다. 한 과학의 독립성에 근본되는 요건은 연구대상의 현실적 균일성에 있는 것도 아니고, 다른 과학지식의 응용 여부에 있는 것도 아니다. 하나의 독립과학이 성립하는 데는 무엇보다도 독자(獨自)의 연구영역이 있어야 하며, 독자적인 연구목적이 있어야 한다. 나아가서 독자적인 연구방법이 있어야 한다. 이 세 가지 요건을 갖출 때 그것은 독립과학의 구실을 할 수 있는 것이다.
그런데 교육학의 연구영역은 다름 아닌 교육이라는 사상(事象)이다. 교육은 인간의 신체와 정신을 성장·발달시키는 독자의 세계로서 교육학은 다른 어떠한 과학의 영역에도 종속시킬 수 없는 독특한 연구영역을 가졌다. 따라서 연구목적에 있어서도 현재의 신체와 정신을 더 높은 단계의 가치로 발달시키는 데 요구되는 이론을 추구하는 것을 목적으로 한다. 다시 말해서 자연의 이상화에 관한 이론이 그 연구목적이다. 이것은 다른 과학에서는 볼 수 없는 교육학의 독특한 연구목적인 것이다. 따라서 연구방법에 있어서도 중점을 교육활동 효과의 조사에 두어야 한다. 일반적으로 과학연구에 적용되는 연역법·귀납법 등을 사용하되, 교육적 관점에서 교육적 효과를 지향(志向)하는 연구방법이라야 한다.
이와 같이 교육학은 교육사상(事象)을 연구대상으로 하고, 교육이라는 사상은 인간의 발달을 촉진시키는 기도(企圖)이기 때문에 교육학의 연구과제는 다른 어떠한 과학에 있어서보다도 복잡하고 어려운 문제를 안고 있다. 교육학은 인간을 연구하는 모든 과학의 도움을 받아야 할 것은 물론이고, 그 인간을 더 높은 단계로 발달시키는 데 필요한 원리를 세워 나가야 한다. 이러한 견지에서 볼 때에 교육학의 연구분야는 여러 갈래로 나뉘며, 연구방법도 각기 분야에 따라서 달라진다.
첫째로 교육이 어떠한 방향·이념에 의하여 인도되어야 하는가를 연구하는 교육철학(敎育哲學)은 교육학의 한 분야가 되는 것이다. 다음으로 아동의 학습지도 또는 생활지도를 하는 경우와 같은 교육활동에서는 심리적 과정을 밝혀야 한다. 이것은 교육심리학의 분야에 속하는 것이다. 나아가서 교육을 인간과 인간과의 교섭 가운데서 이루어지는 것으로 본다면, 모든 교육활동에서 인간관계를 분석해서 그 구체적인 관련을 밝혀야 할 것이다. 이것은 교육사회학(敎育社會學)의 연구분야에 속한다.
그런가 하면 교육은 역사적으로 발전해 온 하나의 사실이기도 하다. 그 역사적 발전의 자취를 더듬어서 거기서 일반적인 법칙을 발견하려는 노력은 교육사(敎育史)의 연구과제인 것이다. 이상과 같은 모든 연구분야는 교육사상(事象)의 모든 문제를 일반적으로 다루려는 것으로, 교육학의 가장 기초적인 분야이며, 그것은 동시에 제각기 특정한 입장에서 교육을 연구하는 것이기 때문에 그 모든 연구를 합쳐서 교육학의 기초부문이라고 한다. 기초부문의 연구와 아울러 연구대상을 어떻게 잡느냐에 따라서 더 구체적이고 실제적인 연구부문이 성립되는 것이다. 이것은 기초부문에 대한 특수부문이라 할 수 있으며, 실제적인 교육의 현실적 문제를 다루는 것이기 때문에, 교육학의 발달과 더불어 끝없이 분화되어 간다.
그 중 최근에 와서 눈에 띄게 발달을 보게 된 것은 제도화된 학교교육을 중심으로 해서 특수부문에 있어서 여러 종류의 교육연구가 개척되어 있다. 교육행정·교육재정·비교교육 등은 많은 연구성과를 거두고 있으며, 1960년대 이후 구미 여러 나라에서 발달을 보게 된 교육공학(敎育工學)도 주목의 대상으로 등장하고 있다.

## 연구 대상
- 교육 활동 및 그와 관련된 배움·학습 등의 행위.
- 교육 대상인 인간 본연의 자세, 심리, 행동.
- 교육과 관련된 가치 이념 및 개념.
- 교육에 관련된 사회 환경, 사회 제도(교육 제도), 법령(교육법) 및 정책(교육 정책).
- 교육에 이용되는 시설(교육 시설) 및 도구.
- 교육자(교사 등).
- 교육의 기법(교수법).
- 교육에 관한 역사(교육사).
- 교육학 자체의 목적, 방법, 역사(교육학 방법론, 교육 연구법, 교육학사).

## 분류

### 기초 이론
| - 교육 심리학 (심리학계) - 교육 철학 (철학계) - 교육사학 (역사학계) - 교육 인간학 (인간학계) - 교육 사상 (사상론계) | - 교육 사회학 (사회학계) - 비교 교육학(국제학계) - 국제 교육학 (국제학계) - 교육법학 (법학·행정학계) - 교육제도론 (행정학·사회학계) | - 교육 행정학 (행정학·정치학계) - 교육 경제학 (경제학계) - 교육 재정론 (재정학계) - 교육 인류학 (인류학계) - 평생 학습론 (학습학계) |

### 방법 및 기술
| - 교수학 - 교재론 - 교육 방법 | - 교육 과정 - 교육 평가 (자연과학계) - 교육 공학 (기술계) | - 교육 미디어학 (미디어학계) - 교육 정보학 (정보학계) |

### 현장 실천
| - 교육 실천학 - 임상 교육학 - 교육부 장관 담론 (심리학계) - 학교 교육론 | - 교육 경영학 (경영학계) - 학교 경영학 (경영학계) - 교사 교육학 | - 교원 양성론 - 학교 심리학 (심리학계) - 교육 의학 (의학계) |

### 교과 교육학
| - 국어 교육학 - 수학 교육학 - 사회 교육학 - 지리 교육학 - 역사 교육학 - 윤리 교육학 - 이과 교육학 - 물리 교육학 - 화학 교육학 - 생물 교육학 - 지학 교육학 - 외국어 교육학 | - 영어 교육학 - 독일어 교육학 - 프랑스어 교육학 - 중국어 교육학 - 일본어 교육학 - 체육 교육학 - 보건 교육학 - 체육 교육학 - 예술 교육학 - 음악 교육학 - 미술 교육학 - 문헌정보 교육학 | - 기술 교육학 - 가정 교육학 - 정보 교육학 - 농업 교육학 - 공업 교육학 - 상업 교육학 - 수산 교육학 - 간호 교육학 - 복지 교육학 - 종교 교육학 - 도덕 교육학 |

### 교육 단계
| - 유아 교육학 - 초등교육론 | - 중등 교육론 - 고등교육론 | - 특수 교육학 |

### 개별 영역
| - 기술 교육학 - 산업 교육학 - 과학 교육론 (자연과학계) - 의학 교육론 (의학계) | - 환경 교육론 (환경학계) - 정보 교육론 (정보학계) - 음악 교육학 (음악학계) | - 도덕 교육론 (윤리학계) - 인권 교육론 (법사회학계) - 국제 이해 교육론 (개발학계) |

### 사회 교육
| - 사회 교육학 - 직업 교육론 | - 박물관학 - 박물관 정보학 | - 문헌정보학 - 도서관 정보학 |

### 가정 교육
| - 가정 교육학 | - 보육학 |  |

### 연구
- 가치교육학 : 가치 철학의 입장에서 교육 현상을 해명하려는 분야.
- 문화교육학 : 교육의 기본 원리로서 역사적 문화의 가치를 중시하는 분야.
- 비교교육학 : 세계 각국의 교육 제도와 이론 · 그 실제에 대해 비교 연구하는 분야.
- 실험교육학 : 실험심리학의 영향 아래 실험적 · 통계적 방법에 입각하여 연구하는 분야.
- 사회적 교육학 : 교육의 목적 및 방법을 사회학의 입장에서 설명하려고 하는 분야.
- 생물학적 교육학 : 교육 활동을 과학적으로 설명하고 교육의 실천에 생물학적 원리를 응용하려는 분야.
- 실용주의 교육학 : 실용주의 철학에 기반을 두고 아동을 실용적인 인간으로 만들 것을 주장하는 분야.

## 같이 보기
- 교육 과학
- 교육사